# Ararat (Armenien)

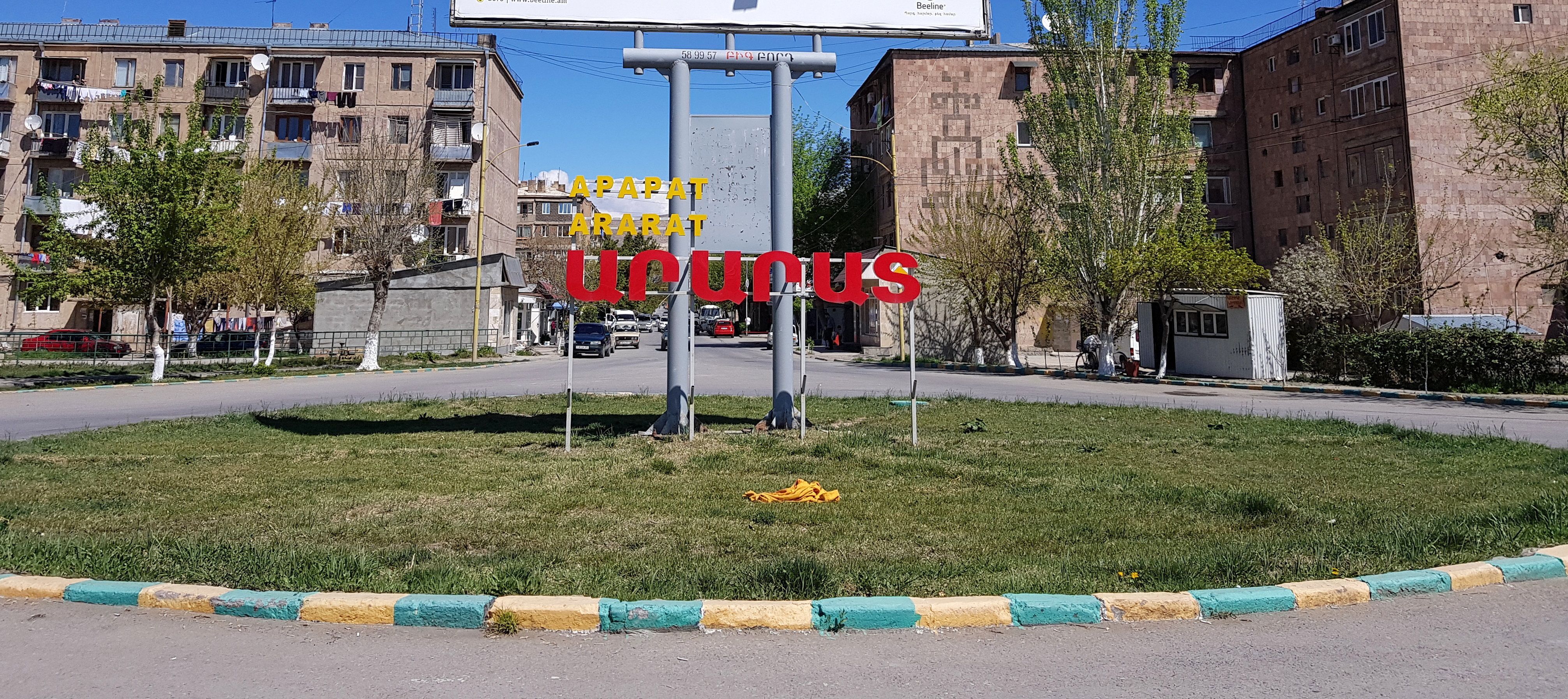
Ararat (2018)

Ararat (armenisch Արարատ) ist eine Stadt in Armenien.

## Geografie
Sie liegt in der Provinz Ararat ungefähr 40 km südöstlich von Jerewan und hat 19.270 Einwohner (Zensus 2011).

## Geschichte
Der Ort entstand 1929 im Zusammenhang mit dem Bau eines Zementwerkes wenig nördlich des Dorfes Dawalu (entsprechend aserbaidschanisch Davalı, da ursprünglich überwiegend von Aserbaidschanern bewohnt). 1935 (nach anderen Angaben 1939) erhielt es den Status einer Siedlung städtischen Typs, zunächst einfach als Siedlung des Zementwerkes Dawalu (russisch Посёлок Давалинского цементного завода, Possjolok Dawalinskowo zementnowo sawoda). 1947 erfolgte die Umbenennung von Dorf und Siedlung in Ararat (nach anderen Angaben hieß die Siedlung bereits zuvor Araratawan). 1962 erhielt die Siedlung die Stadtrechte. Zuvor hatte sie seit Gründung zum Rajon Wedi gehört, benannt nach dem Rajonzentrum und einige Kilometer nördlich gelegenen Dorf (seit 1995 Stadt). Der Rajon wurde ebenfalls 1962 vorübergehend aufgelöst, aber 1964 neu gebildet, nun unter dem Namen Ararat und mit Sitz in der Stadt Ararat. Der Rajon ging 1995 in der neu gebildeten Provinz Ararat auf, wobei die Stadt die Funktion des Verwaltungssitzes an das etwas größere Artaschat verlor.

## Verkehr
Ararat hat einen Bahnhof an der bereits 1908 eröffneten Bahnstrecke Jerewan–Dscholfa, die allerdings in Folge des Bergkarabachkonflikts an der Grenze zu Aserbaidschan gehörigen Autonomen Republik Nachitschewan hinter Jerasch unterbrochen ist. Im Personenverkehr fahren gegenwärtig in Ararat „vorübergehend“ keine Züge (Stand: Juni 2017).

## Sport
In Ararat war der lange in der höchsten armenischen Spielklasse Bardsragujn chumb spielende Fußballverein und zweimalige Meister (1998, 2000) Araks Ararat beheimatet, der allerdings 2005 aufgelöst wurde.

## Söhne und Töchter der Stadt
- Aram Sarkissjan (* 1961), Politiker und von 1999 bis 2000 Premierminister